# Národnost
Národnost je příslušnost osoby k určitému národu, přičemž národ se chápe jako společenství, na jehož utváření mají největší vliv společné dějiny, společná kultura a společné území a jehož členové mají také povědomí sounáležitosti s tímto společenstvím.
Národnost se určuje podle státu nebo oblasti, kde se člověk narodil nebo prožil dětství, podle původu předků, zejména matky, nebo podle kultury, kterou si člověk osvojil a se kterou se ztotožňuje. 
Obecně je možno říct, že význam pojmu národnost je pro tento sociální konstrukt složité definovat. Měnil se v průběhu dějin a je různý i zeměpisně.
Podle definice použité při sčítání lidu 2011 se národností rozumí příslušnost k národu, národnostní nebo etnické menšině. Dále podle této definice není pro určení národnosti v Česku rozhodující mateřská řeč ani řeč, kterou člověk používá nebo lépe ovládá, ale jeho vlastní rozhodnutí. Je možné se hlásit k jedné i více národnostem nebo také k žádné.
Např. Anthony Giddens definuje národnost jako „kulturní hodnoty a normy, které odlišují členy určité skupiny od jiných lidí“.

## Statistické průzkumy národnosti v Česku
- Průzkum národnostního složení obyvatelstva českých zemí se provádí od roku 1921. Do té doby, v Rakousku-Uhersku, národnost statisticky sledována nebyla a informace o národnostním složení populace byly v případě potřeby odvozovány z jiného údaje, tzv. obcovací řeči, zjišťované od r. 1880.

- Po vzniku Československa byla při prvním sčítání lidu v roce 1921 národnost definována jako kmenová příslušnost, jejímž hlavním znakem je mateřský jazyk. Výjimky z tohoto ztotožnění národnosti s jazykem byly v zásadě připouštěny jen u Židů a obyvatel Záolží, mluvčí češtiny a slovenštiny byli přitom ovšem zpravidla sčítáni společně jako Čechoslováci. S výjimkou kombinace s národností slezskou se nepřipouštělo uvádění více národností.

- Po válce už národnost ve statistice na jazyk vázána nebyla – nová definice ji charakterizovala jako příslušnost k národu, s jehož kulturním a pracovním společenstvím je sčítaná osoba vnitřně spjata a ke kterému se hlásí. Bylo ponecháno na každém jednotlivci, jakou národnost si podle svého přesvědčení zapíše, byl ovšem omezen výběr možností a nadále nebylo dovoleno deklarovat více než jednu národnost.

- Poslední významný přelom pak nastal po listopadu 89. Sčítání v roce 1991 občanům poprvé umožnilo vybrat si národnost – bez významnější změny její definice – zcela bez omezení, počínaje rokem 2001 pak navíc lze uvádět i národnosti dvě.[2]

## Národnostní složení v Česku v letech 1880–2021
Obcovací řeč v českých zemích podle soupisu obyvatelstva v roce 1880:
- řeč česko-moravsko-slovácká 62,5 %
- řeč německá 35,8 %
- řeč polská 1,0 %
- ostatní 0,7 %

| národnost | česká1) | moravská | slovenská | slezská2) | polská | maďarská | německá | ostatní vč. nezj. |
| --------- | ------- | -------- | --------- | --------- | ------ | -------- | ------- | ----------------- |
| 1921      | 67,3    | *        | 0,2       | 0,5       | 0,8    | 0,1      | 30,6    | 0,6               |
| 1930      | 68,3    | *        | 0,4       | 0,2       | 0,9    | 0,1      | 29,5    | 0,7               |
| 1950      | 93,8    | *        | 2,9       | *         | 0,8    | 0,1      | 1,8     | 0,6               |
| 1961      | 94,3    | *        | 2,9       | *         | 0,7    | 0,2      | 1,4     | 0,6               |
| 1970      | 94,5    | *        | 3,3       | *         | 0,7    | 0,2      | 0,8     | 0,5               |
| 1980      | 94,6    | *        | 3,5       | *         | 0,6    | 0,2      | 0,6     | 0,5               |
| 1991      | 81,2    | 13,2     | 3,1       | 0,4       | 0,6    | 0,2      | 0,5     | 0,9               |
| 2001      | 90,4    | 3,7      | 1,9       | 0,1       | 0,5    | 0,1      | 0,4     | 2,8               |
| 2011      | 63,7    | 4,9      | 1,4       | 0,1       | 0,4    |          | 0,2     | 26,0              |
| 2021      | 57,3    | 3,4      | 0,9       | 0,1       | 0,3    | 0,1      | 0,1     | 37,8              |

1) V letech 1921–1980 včetně národnosti moravské, v letech 1950–1980 včetně národnosti slezské.
2) V letech 1921–1930 připouštěna jen v okresech Fryštát a Český Těšín a neuváděna v koncových statistikách.
Nejpočetnější státem podporovanou národnostní menšinou byli v roce 2011 Slováci, s nejpočetnějším zastoupením na Ostravsku, v severních Čechách a ve velkých městech.
Také tu existují oblasti s polským obyvatelstvem (především Záolží) a s německým obyvatelstvem (okolí Sokolova). Další menšiny se vyskytují na regionální úrovni a ve velkých městech, například Rakušané, Maďaři, Ukrajinci, Vietnamci, Rusové, Srbové, Řekové nebo Slovinci.

## Národnostní složení státu
Národnostní složení určité oblasti nebo státu určuje počet obyvatel různých národnosti. Existují národnostně jednotné a nejednotné státy, což se určuje dle toho, kolik procent obyvatel je většinové národnosti.
Národnost bývá často zaměňována za státní občanství (Evropská úmluva o státním občanství). Státní občanství je na rozdíl od národnosti příslušností k určitému státu. Státní občanství umožňuje občanům podílet se na řízení státu především pomocí voleb, zatímco národnost tento akt neumožňuje. Listina základních práv a svobod deklaruje národnostní a etnická práva občanů a mezi nimi též právo svobodně rozhodovat o své národnosti, které není ničím omezeno ani podmíněno (čl. 3 odst. 2).